# Dichromopsyche cassualallae
Dichromopsyche cassualallae is een vlinder uit de familie van de zakjesdragers (Psychidae). De wetenschappelijke naam van deze soort is voor het eerst voorgesteld als  Monda cassualallae door George Thomas Bethune-Baker in een publicatie uit 1911.
De soort komt voor in Guinee, Sierra Leone, Ivoorkust, Nigeria, Kameroen, Congo-Kinshasa, Oeganda en Angola.